# Calhoun (Luisiana)
Calhoun es un lugar designado por el censo ubicado en la parroquia de Ouachita en el estado estadounidense de Luisiana. En el Censo de 2010 tenía una población de 679 habitantes y una densidad poblacional de 110,99 personas por km².

## Geografía
Calhoun se encuentra ubicado en las coordenadas 32°30′55″N 92°21′14″O / 32.51528, -92.35389. Según la Oficina del Censo de los Estados Unidos, Calhoun tiene una superficie total de 6.12 km², de la cual 6.12 km² corresponden a tierra firme y (0%) 0 km² es agua.

## Demografía
Según el censo de 2010, había 679 personas residiendo en Calhoun. La densidad de población era de 110,99 hab./km². De los 679 habitantes, Calhoun estaba compuesto por el 92.64% blancos, el 5.74% eran afroamericanos, el 0% eran amerindios, el 0.44% eran asiáticos, el 0% eran isleños del Pacífico, el 0.88% eran de otras razas y el 0.29% pertenecían a dos o más razas. Del total de la población el 1.03% eran hispanos o latinos de cualquier raza.